# Taygetis weymeri
Taygetis weymeri är en fjärilsart som beskrevs av Max Wilhelm Karl Draudt 1912. Taygetis weymeri ingår i släktet Taygetis och familjen praktfjärilar. Inga underarter finns listade i Catalogue of Life.